# Stende
Stende (ryska: Стенде, Stende; tyska: Stenden) är en ort i Lettland.   Den ligger i kommunen Talsu novads, i den västra delen av landet, 100 km väster om huvudstaden Riga. Stende ligger 91 meter över havet och antalet invånare är 1 955.
Terrängen runt Stende är platt, och sluttar västerut. Runt Stende är det ganska tätbefolkat, med 108 invånare per kvadratkilometer. Närmaste större samhälle är Talsi, 11,5 km norr om Stende. I omgivningarna runt Stende växer i huvudsak blandskog.